# میدان گازی فرزاد ای
میدان نفتی فرزاد A یکی از میادین نفتی مشترک ایران و عربستان می‌باشد که به همراه چند میدان نفتی دیگر در بلوک فارسی در خلیج فارس قرار دارد. شرکت نفت فلات قاره ایران به منظور اکتشاف این میدان، از اوایل دهه ۱۳۸۰ در حال مذاکره با کنسرسیومی از شرکت‌های هندی، پتروناس مالزی و نیکو کانادا بوده که در تهایت در اواخر دولت دهم ایران با طرف هندی توافقنامه‌ای در قالب قراردادهای مشارکت در تولید حاصل می‌شود و به امضاء دو طرف می‌رسد. با روی کار آمدن دولت یازدهم ایران، بیژن زنگنه، وزیر نفت جدید، دستور به لغو این قرارداد می‌دهد. وی با این استدلال که سرمایه‌گذاری در این میدان گازی دارای ریسک کم می‌باشد، امضای قرارداد در قالب قرارداد مشارکت در تولید را به صرفه ندانست.